# Nicolás Bobadilla
Pour les articles homonymes, voir Bobadilla (homonymie).

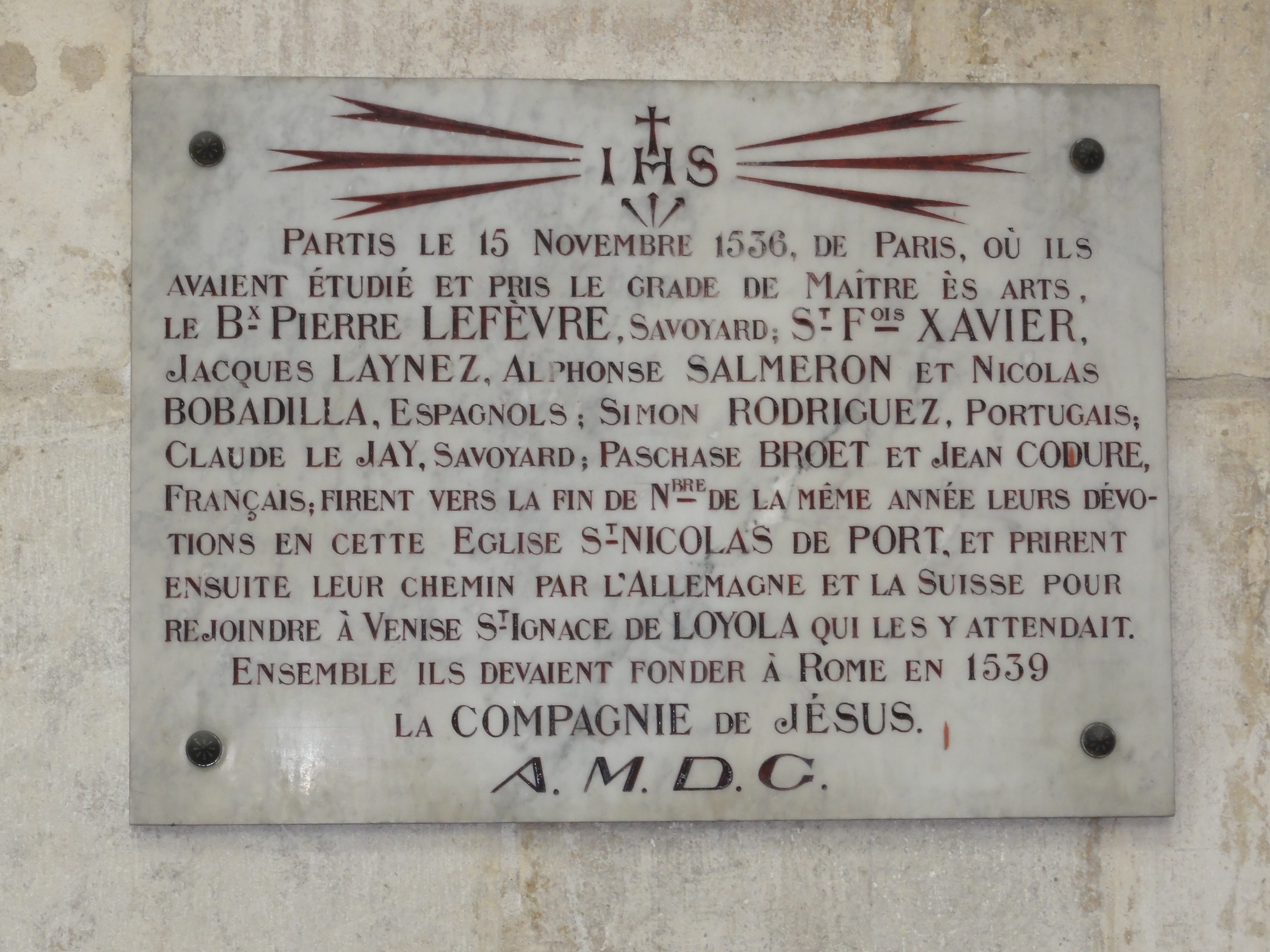
Plaque commémorative de son passage en 1536 à Saint-Nicolas-de-Port

Nicolás Bobadilla, né en 1511 à Palencia (Espagne) et mort le 23 septembre 1590 à Lorette (Italie), est un prêtre jésuite espagnol. Il est l'un des six compagnons qui, avec Ignace de Loyola, formaient le groupe fondateur de la Compagnie de Jésus (approuvée en 1540).

## Biographie
Né en Espagne, il étudia la rhétorique et la logique à Valladolid, la philosophie et la théologie à Alcala avant de se rendre à Paris en 1533 pour y compléter sa formation. C'est à l'université de Paris qu'il se lia à Loyola.
Bobadilla fut un prédicateur inlassable, pour un temps attaché aux armées de l'Empereur Charles Quint. Il passa la plus grande partie de son temps en Allemagne utilisant sa grande intelligence et sa puissance rhétorique à lutter contre la progression du protestantisme. 
Indépendant et jugé trop impulsif il déplut cependant à Ignace en s'opposant frontalement aux efforts de Charles Quint pour faire la paix avec les princes protestants et fut pour cette raison exfiltré d'Allemagne en 1548 à la demande de l'Empereur. Il occupera ensuite différentes responsabilités avant de s'éloigner de la vie active dans les années 1570.
On lui attribue un ouvrage sur la réforme de l'Église présenté au Pape Paul IV en 1555.

## Source
- Cette notice incorpore des informations provenant de la Catholic Encyclopedia publiée à New York en 1913 sur le site Nicholas Bobadilla